# Хо-То
Тип 5 «Хо-То» — японская самоходная артиллерийская установка периода Второй мировой войны на основе лёгкого танка «Ха-Го». Относилась к классу самоходных гаубиц. В 1945 году был построен один прототип. Серийно САУ не производилась.

## История создания
К 1942 году японский лёгкий танк «Ха-Го» начал устаревать. Тогда было принято решение об установке 120-мм гаубицы на шасси «Ха-Го». Проект получил название Тип 5 «Хо-То». Проектирование было начато в 1944 году, а в 1945 году был представлен прототип САУ, в том же году проходивший испытания.

## Описание конструкции
Главное вооружение, 120-миллиметровую гаубицу предлагалось разместить в бронерубке, установленной на шасси лёгкого танка с максимальным бронированием 8 мм. Орудие САУ было эффективным против полевых укреплений и живой силы противника.
Подвеска типа Хара заимствовалась у лёгкого танка «Ха-Го». 4 нижних опорных катка с каждого борта при помощи качающихся балансиров и установленной в трубе и закреплённой на борту машины пружины были сблокированы в балансировочные тележки по два катка. Ведущее колесо располагалось спереди, направляющее — сзади.
На САУ устанавливался 110-сильный рядный 6-цилиндровый двухтактный дизель «Мицубиси» NVD 6120, оснащённый воздушным охлаждением.
Главными недостатками проекта являлись отсутствие амортизации, серьёзно сказавшееся на удобстве ведения огня, слабая противопульная бронезащита всего танка (особенно рубки), большая нагрузка на шасси. К тому же, боевое отделение оказалось тесным.
Все недостатки танка повлияли на оценку комиссии. К тому же, прототип был построен слишком поздно, в 1945 году. Дальнейшие работы по усовершенствованию проекта не производились.